# Stammheim (film)
Stammheimm is een West-Duitse misdaadfilm uit 1986 onder regie van Reinhard Hauff. Hij won met deze film de Gouden Beer op het filmfestival van Berlijn.

## Verhaal
In Stuttgart begint het terrorismeproces tegen de RAF. Ulrike Meinhof, Andreas Baader, Gudrun Ensslin en Jan-Carl Raspe moeten zich voor de rechter verantwoorden. Op het proces worden gemanipuleerde getuigenverslagen naar voren gebracht.

## Rolverdeling
| Acteur                 | Personage             |
| ---------------------- | --------------------- |
| Ulrich Tukur           | Andreas Baader        |
| Therese Affolter       | Ulrike Meinhof        |
| Sabine Wegner          | Gudrun Ensslin        |
| Hans Kremer            | Jan-Carl Raspe        |
| Ulrich Pleitgen        | Theodor Prinzing      |
| Hans-Michael Rehberg   | Siegfried Buback      |
| Hans Christian Rudolph | Verdediger            |
| Peter Danzeisen        | Verdediger            |
| Holger Mahlich         | Verdediger            |
| Horst Mendroch         | Procureur             |
| Günther Flesch         | Procureur             |
| Peter Maertens         | Toegevoegd verdediger |
| Dominique Horwitz      | Getuige               |
| Michael Schönborn      | Getuige               |
| Eric Schildkraut       | Getuige               |
| Klaus Schreiber        | Getuige               |
| Silvia Fenz            | Getuige               |
| Alexander Duda         | Verslaggever          |